# Vincenzo Cardone
Vincenzo Cardone (Benevento, 23 settembre 1913 – ...) è stato un politico italiano.

## Biografia
Nato a Benevento nel 1913, fu uno storico esponente del Partito Liberale Italiano sannita, che faceva capo a Raffaele De Caro. Eletto nel consiglio comunale della sua città nella prima legislatura di età repubblicana, fu nominato assessore dal sindaco Salvatore Pennella. Fu sindaco di Benevento dal dicembre 1949 al giugno 1952, alla guida di una giunta eterogenea che vedeva rappresentate tutte le forze politiche eccetto la Democrazia Cristiana.